# Simplesmente
Simplesmente é o décimo quinto álbum da banda brasileira de axé Banda Eva, sendo o décimo gravado inteiramente em estúdio. Foi lançado oficialmente em 12 de novembro de 2013 de forma independente. O disco foi o primeiro com Felipe Pezzoni nos vocais da banda, após onze anos com a liderança de Saulo Fernandes.

## Gravação e lançamento
Em fevereiro de 2013, logo após o Carnaval, Felipe Pezzoni assume os vocais do Eva e, logo no primeiro mês, a banda libera na internet uma regravação de "Naná Naná", originalmente do álbum Hora H, de 1995, como uma prévia do novo trabalho. Em março a banda começa a pré-seleção de faixas e processo de composição para o novo álbum, anunciando que a previsão era para agosto. Em maio o Eva inicia a produção do disco. Em outubro os músicos entram em estúdio para gravar o disco, revelando que traria 16 faixas, entre elas "Bem Mais (You and Me)", gravada por Felipe antes de entrar para o Eva. A produção do álbum ficou por conta de Marcelinho Oliveira, enquanto a direção executiva foi assinada por André Silveira, Jonga Cunha e Marcelão Oliveira, e os arranjos são da Banda Eva. O álbum foi o primeiro da banda em 20 anos a não ter uma gravadora envolvida, sendo lançado de forma independente e distribuído de forma física pela produtor Unimar Music.
Em 12 de novembro Simplesmente é lançado oficialmente, trazendo 13 canções inéditas e 3 regravações – "Não Vá Embora", de Marisa Monte em uma nova roupagem carnavalesca, "Fico Zen", de Peu Del Rey, além da própria "Naná Naná". Em 14 de novembro o Eva realizou um show de lançamento do disco na Concha Acústica do Teatro Castro Alves, em Salvador, trazendo todo o repertório do projeto e a participação do coral de crianças da Creche Escola Criança Feliz na apresentação da faixa-título.

## Singles
- "Simplesmente" foi escolhida como primeiro single do álbum e da nova formação com Felipe nos vocais. A canção foi lançada oficialmente em 21 de agosto de 2013 nas plataformas digitais e rádios.[9] O videoclipe da faixa foi dirigido por Victor Jimmy e David Campbell e produzido pela REC Filmes.[10] Em uma ação exclusiva, o lançamento do vídeo ocorreu em 29 de agosto diretamente em todas as salas de cinema da UCI Orient Cine, no Shopping Iguatemi Salvador, entrando antes das sessões de pré-estreia do filme Os Estagiários, contando com os membros do Eva em uma delas.[10]

- "Se Joga por Cima de Mim" foi liberado como segundo single em 12 de janeiro de 2014, sendo a aposta do Carnaval daquele ano do Eva.[11] A faixa foi escolhida para ser lançada através de uma pesquisa realizada no website da banda entre 3 e 8 de dezembro de 2013, disputando a vaga com "Tudo Bem pra Mim".[12] A canção venceu com 77% dos votos, embora parte dos fãs reclamaram a falta da carnavalesca "Tá na Hora" na enquete.[11]

- "No Meu Jardim" é lançado em 5 de maio de 2014 como terceiro e último single do álbum.[13] A faixa foi a primeira da nova fase a alçar uma posição na Billboard Hot Regional Salvador, atingindo o número dez.[14] O videoclipe, porém, foi gravado apenas em setembro e lançado em 30 de outubro.[15][16] A direção ficou por conta de Zunk Ramos e a produção de Bokser Audio Visual, tendo a participação da atriz Juliana Paiva.[17] O vídeo gerou controvérsias entre os fãs, que notaram que Felipe aparecia sem roupa, escondido atrás de apenas um ramalhete de flores, alegando que a banda estava vendendo o corpo em vez de música, o que foi refutado pelos empresários.[18][19]

## Lista de faixas
Créditos do álbum adaptados das informações fornecidas pelo website da banda.
| N.º | Título                     | Compositor(es)                                     | Produtor(es)        | Duração |  |
| 1.  | "Tudo Nosso (Hands Up)"    | Felipe Pezzoni Marcelinho Oliveira Tonny Carqueija | Marcelinho Oliveira | 3:43    |  |
| 2.  | "Tudo Bem pra Mim"         | Marcelinho Oliveira                                | Marcelinho Oliveira | 3:25    |  |
| 3.  | "Não Vá Embora"            | Marisa Monte Arnaldo Antunes                       | Marcelinho Oliveira | 3:31    |  |
| 4.  | "Bem Mais (You and Me)"    | Marcelinho Oliveira                                | Marcelinho Oliveira | 3:16    |  |
| 5.  | "A Princesa Mais Linda"    | Thiago Sankey                                      | Marcelinho Oliveira | 3:42    |  |
| 6.  | "Amor de Carnaval"         | Felipe Pezzoni Ernesto Lobão                       | Marcelinho Oliveira | 3:20    |  |
| 7.  | "Simplesmente"             | Rubem Tavares                                      | Marcelinho Oliveira | 3:47    |  |
| 8.  | "No Meu Jardim"            | Aline Barreto Augusto Conceição Fábio Alcântara    | Marcelinho Oliveira | 3:45    |  |
| 9.  | "Amar"                     | Marcelinho Oliveira                                | Marcelinho Oliveira | 3:45    |  |
| 10. | "Tá na Hora"               | Átila Lima Fabinho O'Brian                         | Marcelinho Oliveira | 4:31    |  |
| 11. | "Fico Zen"                 | Peu Del Rey Igor Liberato Dino Teixeira            | Marcelinho Oliveira | 4:44    |  |
| 12. | "Dias a Mais"              | Marcelinho Oliveira                                | Marcelinho Oliveira | 4:15    |  |
| 13. | "Pra Ficarmos Sós"         | Felipe Pezzoni Marcelinho Oliveira Lula Dut        | Marcelinho Oliveira | 3:37    |  |
| 14. | "Meu Coração Já Disse Sim" | Alex Goes Eva Cavalcante                           | Marcelinho Oliveira | 3:40    |  |
| 15. | "Naná Naná"                | Cay Lú Rocha Lula Novaes                           | Marcelinho Oliveira | 3:25    |  |
| 16. | "Se Joga por Cima de Mim"  | Gigi Filipe Escandurra Magno Santana               | Marcelinho Oliveira | 3:17    |  |

## Histórico de lançamento
| País   | Data                   | Formato(s)          | Gravadora    |
| ------ | ---------------------- | ------------------- | ------------ |
| Brasil | 12 de novembro de 2013 | CD download digital | Independente |